# Matt Adler
Matt Adler (8 de diciembre de 1966) es un actor estadounidense. Se dio a conocer en las películas de la década de los 80: Dream a Little Dream, Teen Wolf, y White Water Summer. Adler está casado con Laura San Giacomo desde 2000.

## Filmografía
- Shattered Vows (1984) (TV) - Pat
- Teen Wolf (1985) - Lewis
- Trapper John, M.D. (1 episodio, 1985)
  - "In the Eyes of the Beholder"
- Flight of the Navigator (1986)
- Amazon Women on the Moon (1987)
- North Shore (1987) - Rick Kane
- White Water Summer (1987) - Chris
  - aka The Rites of Summer
- Dream a Little Dream (1989)
- Coming in march (1990)
- El cuervo (1994) (voice) - Additional Voice
- The Peacemaker (1997)
- Dinosaurio (2000) (voz) - Voces adicionales
- Fail Safe (2000) (TV) - (voz)
- Life with Bonnie (2 episodios, 2003-2004)
  - "Don't Stress, Express"
  - "Ding, Ding, Ding Went the Truth"
- The Day After Tomorrow (2004)